# 乙供站
乙供站（日语：／ Ottomo eki */?），是位於青森縣上北郡東北町，屬於青森鐵道青森鐵道線的鐵路車站。名稱來自於阿伊努語的「ota-tomo」（沙地旁邊）。
在日本国有铁道和东日本旅客铁道管辖期间，1天有1班特急列车停靠。JR时代属于有人值守车站（站员由野边地站派遣，早晚没有站员值守），拥有人工售票处（工作时间：8:30-16：30，拥有POS机，可办理指定席业务）。轉由青森鐵道管理時，最初還是設有站員，但因縮減規模，也受到2019冠状病毒病疫情後的影響，在2023年時間表改正時改為無人車站。

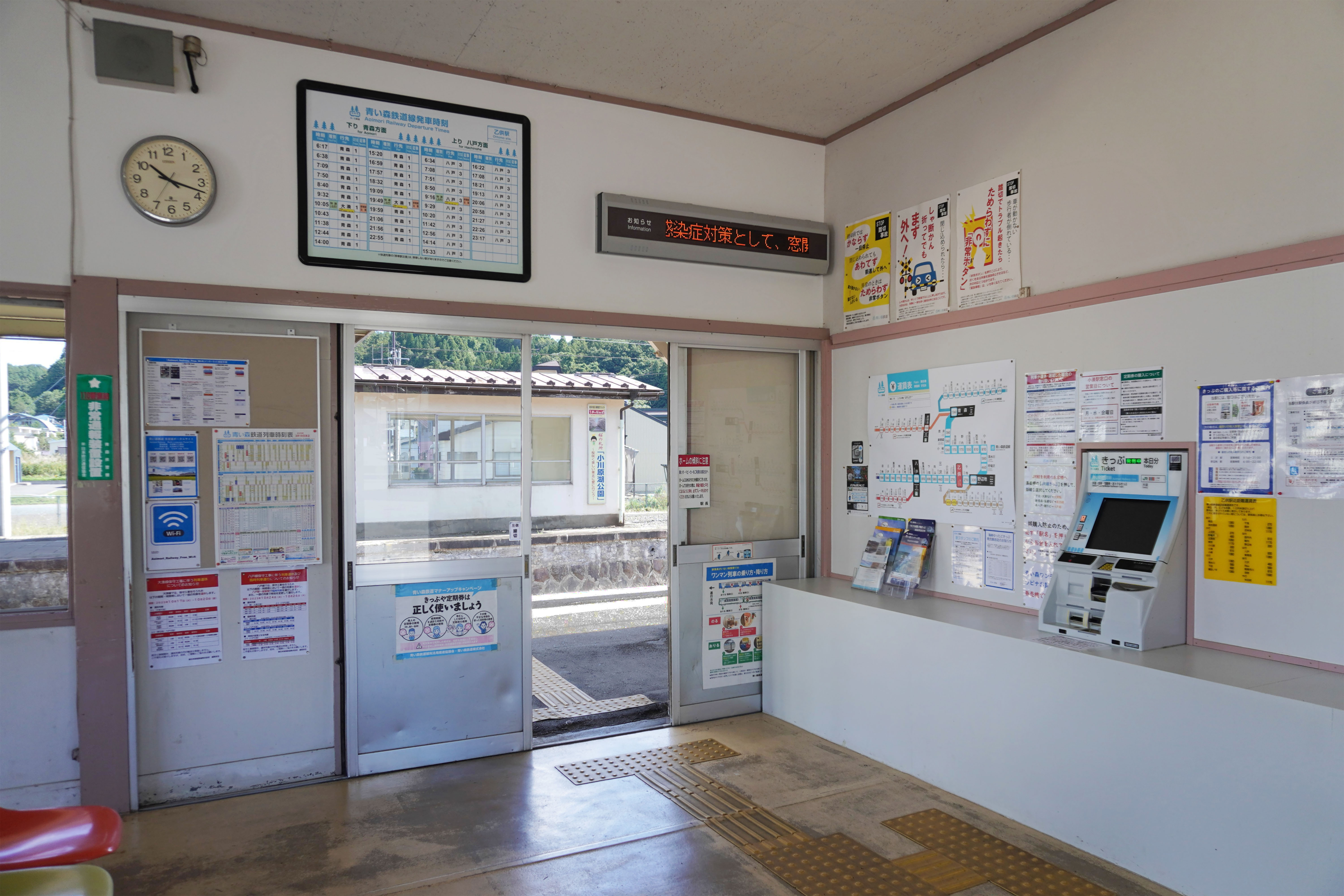
驗票口(2023年9月)

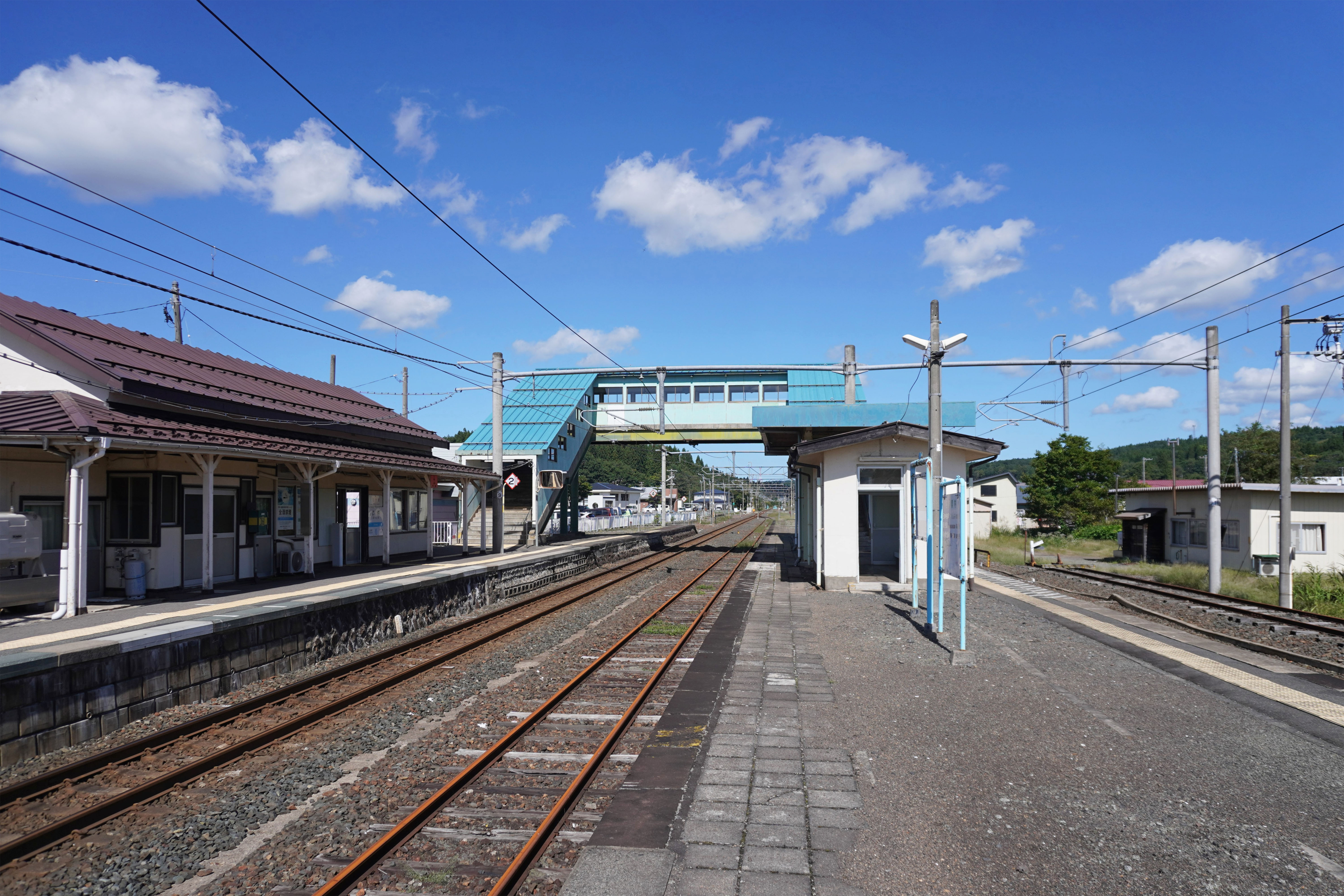
月台(2023年9月)

## 車站結構
單層木建站房一座。

### 月台配置
本站設有側式月台2個。
| 月台 | 路線        | 方向 | 目的地           |
| ---- | ----------- | ---- | ---------------- |
| 1    | ■青森鐵道線 | 下行 | 野邊地、青森方向 |
| 3    | ■青森鐵道線 | 上行 | 三澤、八戶方向   |

## 歷史
- 1894年1月4日：车站投入运营。
- 1906年7月1日：日本铁道国有化，成为日本国有铁道车站。
- 1972年3月15日：停办货运业务。
- 1983年2月1日：无人化改造，但仍有其他车站派驻站员。
- 1987年4月1日：［[国铁分割民营化]]后成为JR东日本车站。
- 2010年12月4日：东北新干线全线开通运营后，移交至青森铁道。
- 2023年3月18日：改為無人車站[1]。

## 使用人數
《青森縣統計年鑑》及東北町官方網頁均沒有顯示本站使用人數的資訊。而根據國土交通省「國土數值情報」，以下為本站1日平均上下車人次：
| 乘降人員推算 | 乘降人員推算     |
| 年度         | 1日平均 乘降人次 |
| ------------ | ---------------- |
| 2011         | 387              |
| 2012         | 403              |
| 2013         | 392              |
| 2014         | 425              |
| 2015         | 479              |
| 2016         | 497              |
| 2017         | 472              |
| 2018         | 492              |
| 2019         | 459              |
| 2020         | 389              |
| 2021         | 370              |
| 2022         | 357              |

## 相鄰車站
青森鐵道
■青森鐵道線
□快速「下北」
通過
■普通
上北町－乙供－千曳